# José Antonio Balbontín Gutiérrez
José Antonio Balbontín Gutiérrez (Madrid, 8 d'octubre de 1893 - Madrid, 7 de febrer de 1977) fou un advocat, polític i escriptor espanyol.

## Biografia
Fill d'Adolfo Balbontín González, advocat de conviccions catòliques, lletrat del Consell d'Estat i magistrat del Tribunal Suprem. La seva família va heretar un pròsper negoci d'anisats a Sevilla. Aquest serà el motiu pel qual mantindrà una especial relació amb la ciutat. El seu pare va ser un dels principals impulsors junt amb el cardenal Marcelo Spínola del monument que va erigir a la Immaculada, a la Plaça del Triunfo de Sevilla, en 1918.
Estudia a Madrid el batxillerat i Dret a la Universitat Central. El 1917 ingressa al Grup d'Estudiants Socialistes on es va dedicar, amb preferència, a les lectures de tendència anarquista. Quan va finalitzar els seus estudis de Dret es dedicaria a defensar els marginats socials i els qui eren perseguits per les seves idees polítiques, per això va lluitar amb totes les seves forces contra la dictadura de Primo de Rivera.
El 1930 s'afilia al Partit Republicà Radical Socialista de Marcel·lí Domingo i Sanjuán, arribant a presidir l'agrupació de Madrid, però després del congrés de maig de 1931, un cop proclamada la Segona República Espanyola, l'abandona per discrepàncies amb la política de col·laboració amb el govern. Va fundar, amb alguns amics, el Partit Social Revolucionari que tenia per principal missió l'expropiació forçosa, sense indemnització, dels latifundis d'origen senyorial per a lliurar als sindicats. A les eleccions generals espanyoles de 1931 obté l'acta de diputat per Sevilla, formant part en la mateixa candidatura, Ramón Franco i Blas Infante i amb el suport decidit d'una part dels anarquistes sevillans encapçalada per Pedro Vallina.
Durant les Corts Constituents va formar un grup que es van fer notar per la seva política governamental: els jabalíes. El seu aïllament parlamentari i el seu esperit revolucionari l'inclinaren el març de 1933 al fet que el Partit Social Revolucionari, que ell representa i l'Esquerra Revolucionària i Antiimperialista de César Falcón, ingressin en el minoritari Partit Comunista d'Espanya, convertint-se així en el primer representant comunista a les Corts Espanyoles.
A les eleccions a Corts de 1933, no va obtenir escó, en ser derrotada la candidatura comunista a la circumscripció de Sevilla, i en la primavera de 1934 perd la seva fe en l'eficàcia dels mètodes comunistes.
Després de l'esclat de la Guerra Civil espanyola, abandona les files del partit d'Izquierda Republicana, on gairebé no havia tingut ocasió d'actuar, i torna a ingressar al Partit Comunista que el rep sense cap dificultat ostensible. Entra a treballar en l'òrgan comunista Mundo Obrero, i La Tierra.
Més tard va ser nomenat magistrat de la Sala Tercera del Contenciós Administratiu del Tribunal Suprem d'Espanya amb seu a València.
Durant aquest període, participa en judicis en què es va aplicar la pena de mort, sobretot a militars que recolzaven la revolta. Pascual Marzal (Magistratura i República. El Tribunal Suprem 1931-1939) afirma que "els expedients de depuració dels magistrats que van quedar a Espanya, el descriuen com un magistrat disposat sempre a denegar els indults per aplicar la pena de mort als militars que desertaven o realitzaven actes de sabotatge ".
Amb la guerra perduda s'exilia a Cardiff (País de Gal·les), on retroba la seva dona, la militant comunista María Muñoz Cenzano, amb la qual s'havia casat en 1926 i que estava a casa d'un germà seu que exercia de cònsol. Després, el matrimoni es trasllada a Londres, on més tard trenca de nou amb el Partit Comunista.
Després es va formar a Londres una Comissió Coordinadora de la Junta Española de Liberación, que va quedar organitzada al novembre de 1944, sota la presidència del socialista Luis Araquistáin i com a secretari Balbontín.
Definitivament Balbontín torna a Espanya a la fi de 1970 on va seguir col·laborant a la revista Índice i als diaris ABC i Ya, a més d'altres publicacions.
Morí el 9 de febrer de 1977, als pocs dies d'haver estat atropellat per un cotxe.

## Obres

### Poesia
- Albores, 1910
- De la tierruca, 1912
- La tierra de la esperanza, 1917
- Inquietudes, 1923
- Romancero del Pueblo, 1930
- Por el amor de España y de su Idea. México, 1956.

### Teatre
- ¡Aquí manda Narváez!, Teatre de la Latina, 25 de junyo de 1935.
- La Canción de Riego. Teatre Chueca, 24 d'abril de 1936.
- El cuartel de la Montaña. Teatre Español, 15 de setembre de 1936
- El Frente de Extremadura, Teatre Maravillas, 1936.
- Pionera, Teatre Maravillas, 1937.

### Novel·la i assaig
- Una pedrada a la Virgen. 1932
- El problema de la tierra en España y el mundo. Buenos Aires. 1952
- La España de mi experiencia. 1952
- Las Novelas Ejemplares de Miguel de Cervantes. México, 1963.
- ¿Dónde está la verdad? 1967
- A la búsqueda del Dios perdido. 1969.
- Reflexiones sobre la no violencia. 1973.
- Jesús y los Rollos del Mar Muerto. 1986.